# ウィリアム・サマセット (第3代ウスター伯爵)

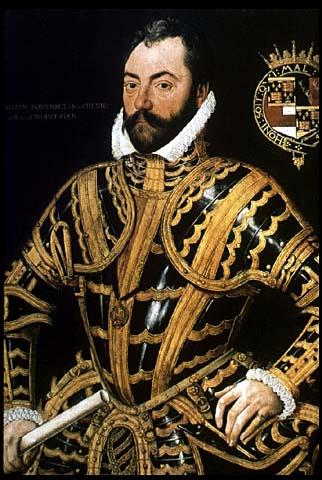
第3代ウスター伯爵

第3代ウスター伯爵ウィリアム・サマセット（英語: William Somerset, 3rd Earl of Worcester KG、1527年ごろ – 1589年2月21日）は、イングランド貴族。1549年までハーバート卿の儀礼称号を使用した。

## 生涯
第2代ウスター伯爵ヘンリー・サマセットと2人目の妻エリザベス・ブラウン（1502年ごろ – 1565年、サー・アンソニー・ブラウンの娘）の息子として、1527年ごろに生まれた。幼年期はおそらくモンマスシャーにおける父の領地で過ごしたとされる。
1544年に父とともにイングランド軍に従軍してフランスに駐留、同年7月25日にカレーでGentleman of the Privy Chamberとヘンリー8世のPrincipal Esquireに任命された。1546年7月にイングランドの使節団とともにフォンテーヌブローを訪れた。
ヘンリー8世の遺言状で200ポンドを与えられ、その葬儀にも出席した。1547年2月20日、イングランド王エドワード6世の戴冠式で騎士爵に叙された。1549年11月26日に父が死去すると、ウスター伯爵位を継承、1550年1月3日に貴族院への議会召集令状を受けた。しかし、父がウェールズにおける多くの官職を務めたのに対し、第3代ウスター伯爵は同様の官職を得られず、1550年代に借金に苦しめられて領地の一部を売却した。
1551年5月に初代ノーサンプトン侯爵ウィリアム・パーがイングランド使節としてパリに向かったとき、ウスター伯爵はノーサンプトン侯爵に同伴した。
1553年6月16日にエドワード6世によるジェーン・グレイへの王位遺贈文書に署名したが、その内容を実施するための行動には拒否、1553年7月19日にメアリー1世を王位に就かせる宣言がセント・ポール大聖堂で発されたときにもその場にいた。同年10月1日のメアリー1世戴冠式にも出席、1554年2月18日にウスターシャーとシュロップシャーの治安判事に任命された。1557年に初代ペンブルック伯爵ウィリアム・ハーバートの部下として再びフランスにおけるイングランド軍に従軍した。1558年11月、エリザベス1世がロンドンに向かう旅路に同伴する貴族の1人に選ばれ、1559年1月15日にエリザベス1世の戴冠式に参加した。
妹アンの夫第7代ノーサンバランド伯爵トマス・パーシーが北部諸侯の乱の首謀者だったこともあって、ウスター伯爵も反乱に合わせてウェールズで挙兵することが噂され、またスコットランド女王メアリー1世を第4代ノーフォーク公爵トマス・ハワードと結婚させる計画を支持したとも噂されたが、英国人名事典はいずれも事実無根だとしている。実際、ウスター伯爵は1570年4月23日にガーター勲章を授与され、1571年4月2日に副軍務伯に任命されており、1572年1月にはノーフォーク公爵の裁判に出席している。
1572年12月、フランス王シャルル9世の娘マリー・エリザベートの洗礼式におけるエリザベス1世の名代としてパリに派遣され、1573年1月18日に出発したが、その道中にイギリス海峡で海賊に襲われ、兵士数人が死亡している。パリでは追放されていた妹アンと会うことを拒否してエリザベス1世への忠誠心を示し、同年2月27日に帰国した。
1586年10月6日の元スコットランド女王メアリー1世の裁判（バビントン事件の裁判）で裁判官の1人を務めた。1588年7月、アルマダの海戦に備えて部隊を編成した。
1589年2月21日にロンドンのクラーケンウェル近くの自宅で死去、4月30日にモンマスシャーのラグランで埋葬された。息子エドワードが爵位を継承した。

## 家族
1550年5月19日までにクリスチャン・ノース（Christian North、1533年 – 1564年3月20日以降、初代ノース男爵エドワード・ノースの娘）と結婚、1男2女をもうけたが、2人の関係は常によかったわけではなく、1563年12月にはウスター伯爵がクリスチャンに毎年100ポンド与えることを代償に別居、1565年にウスター伯爵の母が死去すると133ポンド6シリング8ペンスに増額した。
- エドワード（1550年頃 – 1628年） - 第4代ウスター伯爵
- エリザベス - ウィリアム・ウィンザー閣下（Hon. William Windsor、第2代ウィンザー男爵ウィリアム・ウィンザーの息子）と結婚
- ルーシー - ヘンリー・ハーバート（Henry Herbert、サー・トマス・ハーバートの息子[3]）と結婚

私生活では庶子を3人もうけたほか、カトリックだったとされる。また、ウェールズの詩人Lewys MorgannwgとDafydd Benwynや演劇のパトロンだった。
当時としては数少なく、主にウェールズに居住した貴族であり、1560年代に居城をチェップストー城からラグラン城（いずれもモンマスシャーにある）に移した。1550年代には財政難に苦しんだが、妻の父からの援助もあって、1580年代にラグラン城の大規模改修を行えるほど回復した。